# IMMT

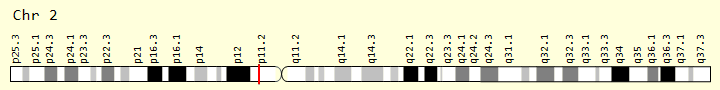

IMMT (Mic60) (англ. Inner membrane mitochondrial protein) – білок, який кодується однойменним геном, розташованим у людей на короткому плечі 2-ї хромосоми. Довжина поліпептидного ланцюга білка становить 758 амінокислот, а молекулярна маса — 83 678.
| 10         |  | 20         |  | 30         |  | 40         |  | 50         |
| ---------- |  | ---------- |  | ---------- |  | ---------- |  | ---------- |
| MLRACQLSGV |  | TAAAQSCLCG |  | KFVLRPLRPC |  | RRYSTSGSSG |  | LTTGKIAGAG |
| LLFVGGGIGG |  | TILYAKWDSH |  | FRESVEKTIP |  | YSDKLFEMVL |  | GPAAYNVPLP |
| KKSIQSGPLK |  | ISSVSEVMKE |  | SKQPASQLQK |  | QKGDTPASAT |  | APTEAAQIIS |
| AAGDTLSVPA |  | PAVQPEESLK |  | TDHPEIGEGK |  | PTPALSEEAS |  | SSSIRERPPE |
| EVAARLAQQE |  | KQEQVKIESL |  | AKSLEDALRQ |  | TASVTLQAIA |  | AQNAAVQAVN |
| AHSNILKAAM |  | DNSEIAGEKK |  | SAQWRTVEGA |  | LKERRKAVDE |  | AADALLKAKE |
| ELEKMKSVIE |  | NAKKKEVAGA |  | KPHITAAEGK |  | LHNMIVDLDN |  | VVKKVQAAQS |
| EAKVVSQYHE |  | LVVQARDDFK |  | RELDSITPEV |  | LPGWKGMSVS |  | DLADKLSTDD |
| LNSLIAHAHR |  | RIDQLNRELA |  | EQKATEKQHI |  | TLALEKQKLE |  | EKRAFDSAVA |
| KALEHHRSEI |  | QAEQDRKIEE |  | VRDAMENEMR |  | TQLRRQAAAH |  | TDHLRDVLRV |
| QEQELKSEFE |  | QNLSEKLSEQ |  | ELQFRRLSQE |  | QVDNFTLDIN |  | TAYARLRGIE |
| QAVQSHAVAE |  | EEARKAHQLW |  | LSVEALKYSM |  | KTSSAETPTI |  | PLGSAVEAIK |
| ANCSDNEFTQ |  | ALTAAIPPES |  | LTRGVYSEET |  | LRARFYAVQK |  | LARRVAMIDE |
| TRNSLYQYFL |  | SYLQSLLLFP |  | PQQLKPPPEL |  | CPEDINTFKL |  | LSYASYCIEH |
| GDLELAAKFV |  | NQLKGESRRV |  | AQDWLKEARM |  | TLETKQIVEI |  | LTAYASAVGI |
| GTTQVQPE   |  |            |  |            |  |            |  |            |

A: Аланін

C: Цистеїн

D: Аспарагінова кислота

E: Глутамінова кислота

F: Фенілаланін

G: Гліцин

H: Гістидин

I: Ізолейцин

K: Лізин

L: Лейцин

M: Метіонін

N: Аспарагін

P: Пролін

Q: Глутамін

R: Аргінін

S: Серин

T: Треонін

V: Валін

W: Триптофан

Локалізований у мембрані, мітохондрії, внутрішній мембрані мітохондрії.

## Геномний контекст
Місцезнаходження: 2p11.2; 2 
Кількість екзонів: 16

## Роль у мембрані мітохондрії
Виявилося, що IMMT (Mic60) у вільній формі не прикріплений до мембрани, а згорнутий таким чином, що відповідне місце кріплення (сайт) його виявляється недоступним. Цей сайт консервативний у мишей, людей, бактерій, дріжджів, птахів та інших організмів, що свідчить про його значний вік і, відповідно, еволюційну значущість. Під час взаємодії з комплексом MICOS, а саме, з білком Mic19, білок змінює конформацію, і сайт опиняється зовні. Білок прикріплюється до внутрішньої мембрани мітохондрії в місці її зчленування із зовнішньою мембраною.
Крім міжмембранного контакту, IMMT (Mic60) при цьому виконує ще найважливішу роль у формуванні структури крист. Він стабілізує їхні вигини, закріплюючи мембрани в просторі у вигляді довгих тубул. Такі білки можна уявити як гумки, які надягають на пальці рукавички і тримають їх на певній відстані один від одного. За відсутності Mic19 цього не відбувається. Таким чином, система Mic19-Mic60 виявляється необхідною для правильного формування мембранної структури мітохондрій .

## Роль в онкології
Команді вчених зі США, Канади та Італії вдалося визначити специфічну генну сигнатуру - Mic60-low - яка вказує на перепрограмування мітохондрій у пухлинах, що корелює з поганим прогнозом.
Дослідники проаналізували пухлинні клітини з трьох незалежних когорт пацієнтів із проточною аденокарциномою підшлункової залози (PDAC) і побачили, що 11-генна сигнатура Mic60-low пов'язана з агресивним захворюванням, локальним запаленням, неефективністю лікування та скороченням виживання .

## Iнгібітор Mic60
Miclxin - новий інгібітор Mic60, індукує апоптоз через мітохондріальний стрес у β-катенін-мутантних пухлинних клітинах. 
Сигнальний шлях Wnt регулює різноманітні клітинні процеси. β-Катенін є одним з основних компонентів цього шляху, в якому він відіграє головну роль. Хоча встановлено, що β-катенін мутує в широкому спектрі пухлин, наразі не існує ефективних терапевтичних засобів, спрямованих на β-катенін. 
Дисфункція Mic60, спричинена Miclxin, індукує мітохондріальну стресову відповідь, що відповідальна за зниження регуляції Bcl-2. Це призводить до значної втрати мембранного потенціалу мітохондрій і подальшого апоптоз-індукуючого фактору .